# Club Vigo Voleibol
El Club Vigo Voleibol es el club decano del voleibol gallego con sede en la localidad de Vigo (Pontevedra) España  difundiendo el nombre de la ciudad por toda España y Europa. Fundado en 1969 por el Hermano Miguel, Luis Miró y Floriano Fernández. En 1971 ascienden por primera vez a la Superliga (por entonces liga nacional) y solo en dos temporadas no han estado desde entonces. 
Entre el 2000 y el 2004 pasó por penurias económicas pero fue entonces patrocinado por la constructora Valeri Karpin, SL. aportando el 40% del presupuesto del club. Sin embargo, con el descenso a Superliga 2 deja de tener patrocinadores, aunque a la temporada siguiente consigue ascender.

## Historia
El Club Vigo de Voleibol fue fundado en 1969 en el seno  del Colegio de los Hermanos Maristas de Vigo “El Pilar”. El primer ascenso a la máxima categoría del voleibol español fue en 1971, situándose al siguiente año entre los equipos más importantes de España.
Con la llegada de la empresa M. Riego como patrocinador, alcanzó sus mayores éxitos logrando acceder en 1978 a la final de la Copa de S.M. el Rey. La trayectoria deportiva siempre fue brillante y las ocasiones en que el equipo descendió de categoría fueron por renuncia debido a problemas económicos. La desaparición de M. Riego hizo que en unos años hubiera varias empresas patrocinadoras del equipo pero ninguna era capaz de mantenerse durante un tiempo lo suficientemente largo como para que el voleibol vigués alcanzase tantos éxitos como antaño.
No es hasta 1992 con el patrocinio de Larsa, que el voleibol de Vigo alcanza nuevamente el reconocimiento que tenía en la década de los 70. Durante 5 temporadas, el equipo logró tantos éxitos como antes alcanzando varias veces la fase final de la Copa del Rey y disputando durante varias temporadas competición europea. Larsa obtuvo un gran reconocimiento, ya que en el mundo del deporte al equipo gallego se le conocía como el Larsa Voleibol. Los últimos patrocinadores fueron la empresa Conserva viguesa Miau durante la temporada 98-99, Valery Karpin S.L. desde la temporada 2003/04 hasta 2008 y Uorsa en la 2009-2010.
Finalmente, volvieron a descender pese al gran proyecto deportivo que lideraba Flavio Calafell. Un equipo que se ha mantenido merodeando por las categorías inferiores a la Superliga desde entonces.

## Palmarés
Nota: en negrita competiciones vigentes en la actualidad.
| Competición nacional        | Títulos  | Subcampeonatos |
| --------------------------- | -------- | -------------- |
| Superliga Masculina 2 (1/1) | 2009-10. | 2007-08.       |
| Copa Príncipe (1/1)         | 2010.    | 2008.          |

| Competición autonómica       | Títulos                                    | Subcampeonatos |
| ---------------------------- | ------------------------------------------ | -------------- |
| Copa Galicia masculina (7/1) | 2004, 2005, 2008, 2009, 2010, 2011 y 2013. | 2016.          |